# Наукові докази
Наукові докази — це докази, які служать для підтримки або заперечення науковій теорії чи гіпотези, хоча вчені також використовують докази іншими способами, наприклад, коли застосовують теорії до практичних проблем. Очікується, що такі докази будуть емпіричними, і їх можна інтерпретувати відповідно до наукових методів. Стандарти наукових доказів відрізняються залежно від сфери дослідження, але сила наукових доказів зазвичай базується на результатах статистичного аналізу та надійності наукового контролю. 

## Принципи висновування
Припущення або переконання людини щодо зв'язку між спостереженнями та гіпотезою впливатимуть на те, чи сприйме ця особа спостереження як доказ. Ці припущення або переконання також впливатимуть на те, як людина використовує спостереження як докази. Наприклад, очевидну відсутність руху Землі можна вважати доказом геоцентричної космології. Однак після того, як надано достатньо доказів геліоцентричної космології та пояснено явну відсутність руху, початкове спостереження зовсім не вважається доказом.
Коли раціональні спостерігачі мають різні передумови, вони можуть зробити різні висновки з одних і тих же наукових даних. Наприклад, Прістлі, працюючи з теорією флогістону, пояснив свої спостереження про розкладання оксиду ртуті за допомогою флогістону. Навпаки, Лавуазьє, розвиваючи теорію елементів, пояснив ті ж спостереження з посиланням на кисень. Зауважте, що причинно-наслідковий зв'язок між спостереженнями та гіпотезою не існує для того, щоб спостереження було прийнято як доказ, а скоріше причинно-наслідковий зв'язок надається особою, яка прагне встановити спостереження як доказ.
Більш формальним методом для характеристики ефекту фонових переконань є байєсівське висновування. У байєсівському висновуванні переконання виражаються у відсотках, що вказує на впевненість людини в них. Починається з початкової ймовірності (a prior), а потім оновлюється за допомогою теореми Байєса після спостереження свідчень. Як наслідок, два незалежні спостерігачі однієї події раціонально прийдуть до різних висновків, якщо їхні апріорні посилки (попередні спостереження, які також мають відношення до висновку) відрізняються. Однак, якщо їм дозволити спілкуватися один з одним, вони дійдуть згоди (згідно з теоремою згоди Аумана).
Важливість базових переконань у визначенні того, які спостереження є доказами, можна проілюструвати за допомогою дедуктивних міркувань, таких як силогізми. Якщо будь-яке з положень не визнається істинним, висновок також не буде прийнятим.

## Корисність наукових доказів
Філософи, такі як Карл Р. Поппер, запропонували впливові теорії наукового методу, у яких наукові докази відіграють центральну роль. Підводячи підсумок, Поппер передбачає, що вчений творчо розробляє теорію, яка може бути сфальсифікована шляхом перевірки теорії доказами чи відомими фактами. Теорія Поппера представляє асиметрію, оскільки докази можуть довести хибність теорії, встановлюючи факти, які суперечать теорії. Навпаки, докази не можуть підтвердити правильність теорії, оскільки можуть існувати інші докази, які ще не були виявлені, але несумісні з теорією.

## Філософські погляди проти наукових
У 20-му столітті багато філософів досліджували логічний зв'язок між доказовими твердженнями та гіпотезами, тоді як вчені зосереджувалися на тому, як генеруються дані, які використовуються для статистичного висновування.:S193Але, за словами філософа Дебори Мейо, до кінця 20-го століття філософи прийшли до розуміння того, що «є ключові особливості наукової практики, які не помічаються або неправильно описуються всіма подібними логічними поясненнями доказів, чи то гіпотетико-дедуктивними, чи байєсівськими, чи інстанційними.».:S194
У 20-му столітті існували різні філософські підходи до вирішення питання про те, чи можна вважати спостереження доказом; багато з них зосереджені на зв'язку між доказами та гіпотезою. У 1950-х роках Рудольф Карнап рекомендував розділяти такі підходи на три категорії: класифікаційний (чи підтверджують докази гіпотезу), порівняльний (чи докази підтверджують першу гіпотезу більше, ніж альтернативну гіпотезу) чи кількісний (ступінь, до якої дані підтверджують гіпотезу). Антологія 1983 року під редакцією Пітера Ахінштейна містила стислі виклади видатних філософів про наукові докази, зокрема Карла Гемпеля (про логіку підтвердження), Р. Б. Брейтуейта (про структуру наукової системи), Норвуда Рассела Хансона (про логіку відкриття), Нельсона Гудмена (Нова загадка індукції]], про теорію проекції), Рудольфа Карнапа (про концепцію підтверджуючих доказів), Уеслі К. Салмона (про підтвердження та релевантність) і Кларка Глімура (про відповідні докази). У 1990 році Вільям Бектель навів чотири фактори (ясність даних, повторення іншими, узгодженість з результатами, отриманими альтернативними методами, і узгодженість з правдоподібними теоріями механізмів), які біологи використовували для вирішення суперечок щодо процедур і надійності доказів.
У 2001 році Ахінштейн опублікував власну книгу на цю тему під назвою «Книга доказів», в якій, серед інших тем, він розрізняв чотири концепції доказів: докази епістемічної ситуації (докази, що стосуються даної епістемічної ситуації), суб'єктивні докази (вважаються бути доказом конкретної особи в певний час), достовірний доказ (вагома причина вважати, що гіпотеза вірна) і потенційний доказ (вагома причина вважати, що гіпотеза є високоймовірною). Ахінштейн визначив усі свої концепції доказів у термінах потенційних доказів, оскільки будь-який інший вид доказів повинен бути принаймні потенційним доказом, і він стверджував, що вчені переважно шукають достовірні докази, але вони також використовують інші концепції доказів, які спираються на відмінну концепцію ймовірності, і Ахінштейн протиставив цю концепцію ймовірності попереднім імовірнісним теоріям доказів, таким як байєсівська, карнапівська та частотна.
Простота є одним із загальних філософських критеріїв для наукових теорій. На основі філософського припущення сильної тези Черча-Тюрінга було висунуто припущення про математичний критерій для оцінки доказів, причому цей критерій схожий на ідею бритви Оккама про те, що найпростіший вичерпний опис доказів є, швидше за все, правильним. Він формально стверджує: «Ідеальний принцип стверджує, що апріорна ймовірність, пов'язана з гіпотезою, повинна бути задана алгоритмічною універсальною ймовірністю, а сума логарифму універсальної ймовірності моделі і логарифму ймовірності даних, наданих моделлю, повинна зводитись до мінімуму». Однак деякі філософи (зокрема, Річард Бойд, Маріо Бунхе, Джон Д. Нортон і Елліот Собер) прийняли скептичну або дефляційну точку зору на роль простоти в науці, різними способами стверджуючи, що її значення було надмірно підкреслено.
Наголос на перевірці гіпотез як суті науки є поширеним як серед учених, так і серед філософів. Однак філософи зауважили, що перевірка гіпотез шляхом зіткнення їх з новими доказами не пояснює всіх способів, якими вчені використовують докази. Наприклад, коли Гейгер і Марсден розсіювали альфа-частинки крізь тонку золоту фольгу, отримані дані дозволили їх експериментальному консультанту Ернесту Резерфорду вперше дуже точно обчислити масу та розмір атомного ядра. Резерфорд використовував дані для розробки нової моделі атома, а не лише для перевірки існуючої гіпотези; таке використання доказів для створення нових гіпотез іноді називають абдукцією (за Ч. С. Пірсом). Методолог із соціальних наук Дональд Т. Кемпбелл, який протягом усієї своєї кар'єри наголошував на перевірці гіпотез, пізніше все більше наголошував, що суть науки полягає «не в експерименті як такому», а натомість у ітераційній конкуренції «правдоподібних конкуруючих гіпотез», процесі, у якому у будь-який момент фаза може починатися доказів або може починатися з гіпотези. Інші вчені та філософи наголошували на центральній ролі питань і проблем у використанні даних і гіпотез.

## Поняття наукового доказу
Хоча фраза «науковий доказ» часто використовується в популярних ЗМІ, багато вчених і філософів стверджують, що насправді не існує такого поняття, як безпомилковий доказ. Наприклад, Карл Поппер якось писав, що «в емпіричних науках, які єдині можуть надати нам інформацію про світ, у якому ми живемо, доказів не існує, якщо ми маємо на увазі під „доказом“ аргумент, який раз і назавжди встановлює істинність теорії». Альберт Ейнштейн сказав:
Науковому теоретику не позаздриш. Бо Природа, а точніше експеримент, невблаганний і не дуже доброзичливий суддя його праці. Ніколи не сказано «так» теорії. У найбільш сприятливих випадках він говорить «Можливо», а в переважній більшості випадків просто «Ні». Якщо експеримент узгоджується з теорією, це означає для останньої «Можливо», а якщо не узгоджується, то означає «Ні». Ймовірно, кожна теорія колись відчує своє «Ні» — більшість теорій незабаром після зачаття.
Однак, на відміну від ідеального безпомилкового доказу, на практиці можна сказати, що теорії доведені відповідно до певного стандарту доведення, який використовується в даному дослідженні. У цьому обмеженому значенні доказ — це високий ступінь прийняття теорії після процесу дослідження та критичної оцінки відповідно до стандартів наукової спільноти.